# Großer Gollinsee
Der Große Gollinsee ist ein etwa 2130 Meter langes und 250 Meter breites Stillgewässer auf dem Gebiet der Stadt Templin im Landkreis Uckermark in Brandenburg. Der südwestlich von Gollin, einem Ortsteil von Templin, gelegene lang gestreckte Natursee ist Teil des 907,5 ha großen Naturschutzgebietes Bollwinwiesen/Großer Gollinsee. Unweit nördlich verlaufen die Landesstraßen L 100 und L 216.
Der Name leitet sich vom altpolabischen Wort *golina für 'nicht mit Bäumen bewachsene Stelle im Wald' ab.

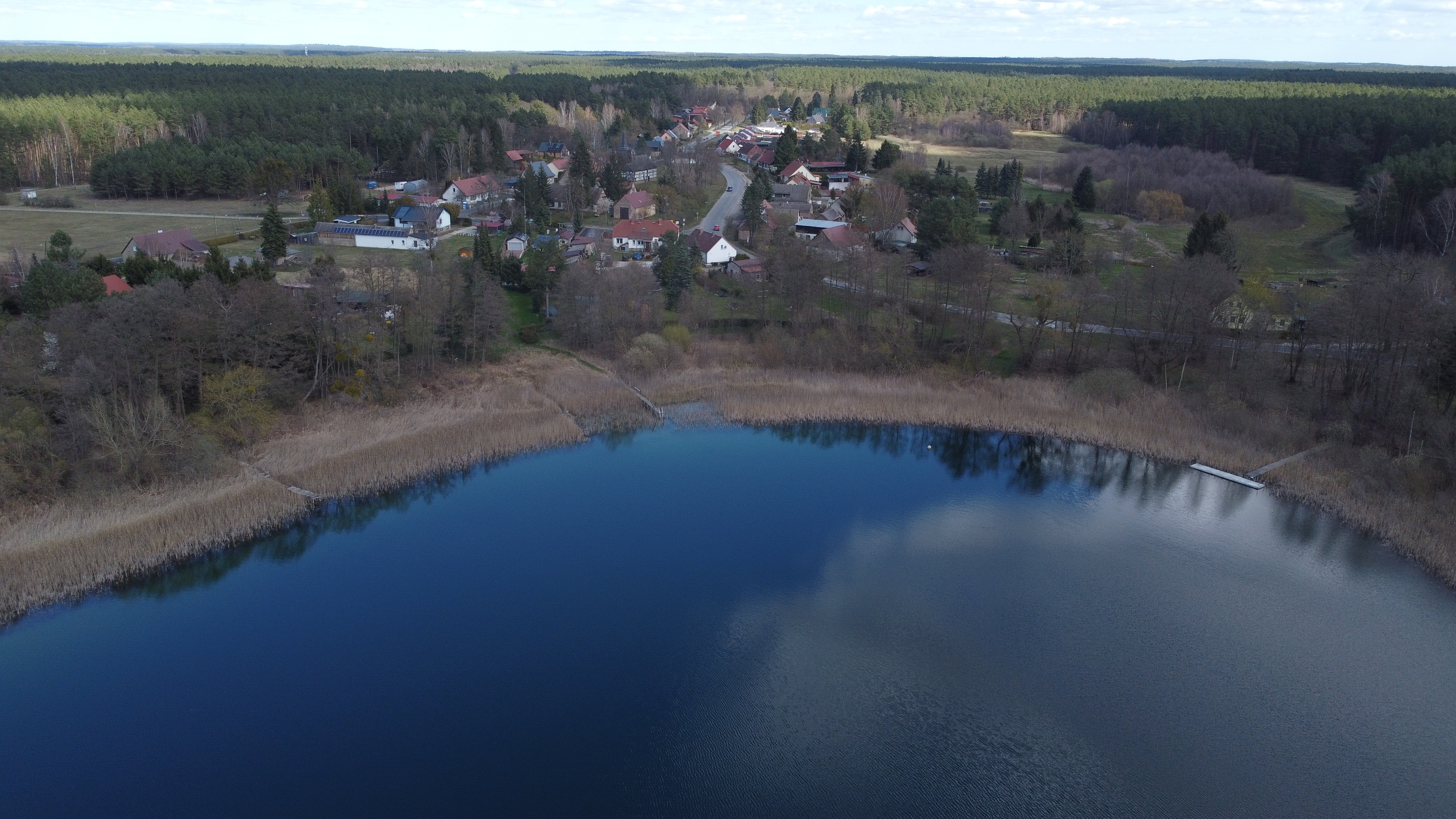
Nordufer mit dem Dorf Gollin im Hintergrund